# Leif Segerstam
Leif Segerstam ( født 2. marts 1944 i Vaasa, Finland, død 9. oktober 2024) var en finlandssvensk dirigent, komponist, pianist og violinist. Han talte syv sprog, inklusive japansk.
Segerstam var uddannet ved Sibelius-akademiet i Helsingfors og Juilliard i New York.

## Virksomhed
Han var blandt andet chefdirigent ved Østrigs Radiosymfoniorkester, Finlands Radiosymfoniorkester og DR Radiosymfoniorkestret og virkede som gæstedirigent på store scener over hele verden. Fra 1995 var han chefdirigent ved Helsingfors Filharmoniske Orkester.
Han var i flere omgange siden 1968 engageret ved Kungliga Operan, og i årene 1995-2000 som chefdirigent og musikchef. Han dirigerede også andre svenske orkestre og samarbejdede med Kungliga Musikhögskolan i Stockholm. Da han i april 2007 fik opgaven at dirigere en koncert i Kristiansand, skrev han en egen komposition til lejligheden: Admiring the Nordic Nature. Det var hans 128. symfoni. I en samtale med avisen Fædrelandsvennen før koncerten i Kristiansand, sagde han dette om musik:
"Musik er ikke det som klinger. Musik er hvorfor det som klinger, klinger som det klinger når det klinger."

## Kompositioner
Leif Segerstam var en produktiv komponist, med 239 symfonier på opuslisten (i august 2010) og i tillæg en mængde solokoncerter og andre stykker. Mange af hans værker er planlagt til at fremføres af et orkester uden dirigent. I stedet sættes et ur foran orkesteret og så må musikerne følge med det. Alle hans symfonier har en tidsramme, de er mellem 18 og 24 minutter, og alle er i en sats.

## Indspilninger
I Segerstams omfattende diskografi indgår, foruden mange egne værker, blandt andet alle Jean Sibelius, Carl Nielsens og Gustav Mahlers symfonier, ligesom værker af senere komponister som Einojuhani Rautavaara, John Corigliano og Christopher Rouse. Pladen Sibelius: Luonnotar/Orchestral songs med den finske sopran Soile Isokoski blev af BBC Music Magazine kåret til Disc of the Year 2007.

## Priser
Nordisk Råds Musikpris 1999